# Acer fengii
Acer fengii là một loài thực vật có hoa trong họ Bồ hòn. Loài này được A.E.Murray mô tả khoa học đầu tiên năm 1977.